# Cadu (ur. 1997)
Cadu, właśc. Carlos Eduardo Lopes Cruz (ur. 8 sierpnia 1997 w Salvadorze) – brazylijski piłkarz występujący na pozycji bocznego pomocnika, od 2023 roku zawodnik czeskiej Viktorii Pilzno.